# Николаевское сельское поселение (Крым)
Николаевское сельское поселение (укр. Миколаївське сільське поселення, крымскотат. Николаевка кой юрту) — муниципальное образование в составе Симферопольского района Республики Крым России.

## География
Поселение расположено на западе района, в южной части степного Крыма, в низовьях долин Западного Булганака и речки Тобе-Чокрак, начинаясь от берега Каламитского залива Чёрного моря. Граничит на севере с Сакским, на юге — с Бахчисарайским районами и Кольчугинским сельским поселением, на востоке — с Новосёловским и Родниковским сельскими поселениями.
Площадь территории составляет 124,11 км².
Транспортное сообщение осуществляется по региональным автодорогам 35К-011 «Симферополь — Николаевка» и 35К-009 «Саки — Орловка» (по украинской классификации — территориальные автодороги Т-0106 и Т-0104).

## Население
| 2001  | 2014  | 2015  | 2016  | 2017  | 2018  | 2019  |
| ----- | ----- | ----- | ----- | ----- | ----- | ----- |
| 7067  | ↘6948 | ↗6970 | ↗7033 | ↘7016 | ↗7046 | ↗7066 |
| 2020  | 2021  |       |       |       |       |       |
| ↘7010 | ↘6703 |       |       |       |       |       |

## Состав
В состав поселения входит 1 посёлок городского типа и 6 сёл:
| № | Населённый пункт | Тип населённого пункта | Население на 2014 год |
| - | ---------------- | ---------------------- | --------------------- |
| 1 | Николаевка       | пгт, центр             | ↗2817                 |
| 2 | Александровка    | село                   | ↘52                   |
| 3 | Винницкое        | село                   | ↘1048                 |
| 4 | Ключевое         | село                   | ↘255                  |
| 5 | Петровка         | село                   | ↘72                   |
| 6 | Раздолье         | село                   | ↘949                  |
| 7 | Тепловка         | село                   | ↘1755                 |

## История
Согласно доступным источникам, 11 ноября 1929 года был образован Николаевский сельский совет. С 25 июня 1946 года сельсовет в составе Крымской области РСФСР, а 26 апреля 1954 года Крымская область была передана из состава РСФСР в состав УССР.
Указом Президиума Верховного Совета УССР «Об укрупнении сельских районов Крымской области», от 30 декабря 1962 года большую часть сёл Симферопольского района (в том числе Николаевский сельсовет) присоединили к Бахчисарайскому, 1 января 1965 года, указом Президиума ВС УССР «О внесении изменений в административное районирование УССР — по Крымской области», вновь возвратили в состав Симферопольского.
На 1960 год в совет уже имел современный состав.
Решением Крымоблисполкома от 8 февраля 1988 года № 53 Николаевка была отнесена к категории посёлков городского типа и сельсовет преобразован в Николаевский поселковый совет. С 21 марта 2014 года в составе Крыма аннексировано Россией.
Законом «Об установлении границ муниципальных образований и статусе муниципальных образований в Республике Крым» от 4 июня 2014 года территория административной единицы была объявлена муниципальным образованием со статусом сельского поселения.